# Debeli Lug (okręg borski)
Debeli Lug (cyr. Дебели Луг) – wieś w Serbii, w okręgu borskim, w gminie Majdanpek. W 2011 roku liczyła 405 mieszkańców.